# Рушанцы
Руша́нцы (самоназвание: рухен, рухни, рухьонен, буквально «светлые, сияющие») —  из группы памирских народов. Говорят на рушанском языке шугнано-рушанской группы восточной ветви иранских языков. Верующие — мусульмане-шииты (исмаилиты). В Таджикистане при переписях включаются в состав таджиков.

## История
Ираноязычные народы заселили Памир и Бадахшан в конце эпохи бронзы.

## Численность
Живут в Горном Бадахшане Таджикистана (Рушанский район в долинах рек Пяндж и Бартанг) — 13,3 тыс. чел. в 1989 году (до 30 тыс. сегодня) — и в соседней провинции Бадахшан Афганистана, вдоль верхнего течения реки Пяндж (в Рушанской долине района Шугнан (не путать с Шугнанским районом в ГБАО Таджикистана) приблизительно 8 тыс чел. Всего в ГБАО, с близкими бартангцами — до 30 тысяч. В результате иммиграции часть рушанцев компактно проживает в верховья реки Гунда и Шохдары Шугнанского района, в городе Хороге, Джайхунском, Дустинском и других районах Хатлонской области и в городе Душанбе.